# عمارة المسجد الحرام في عهد الملك عبد العزيز
كان للمسجد الحرام مكانة كبيرة عند المسلمين والعناية به من أهم ما حرص عليه المسلمين منذ عهد الرسول إلى وقتنا الحاضر، وقد حرص حكام الدولة السعودية على وضع جل أهتمامهم فية ولذك لماكانته الدينة في نفوسهم، فمنذ أن قام عبد العزيز آل سعود بضم الحرمين الشريفين إلى دولته، فإنه وضع العناية بالحرمين الشريفين وخدمة حجاج بيت الله الحرام وزوار مسجد رسول الله من أعظم اهتماماته وأجلها.

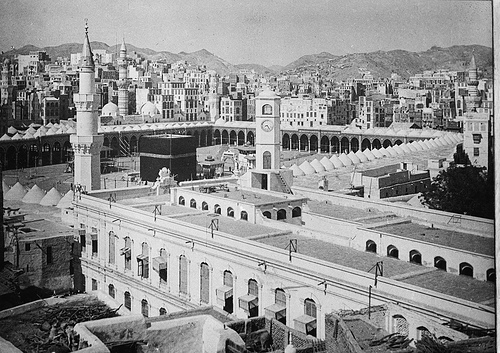
منظر يظهر فيه المسجد المكي الشريف.

## أول الانجازات
أصدر الملك عبدالعزيز أمره في أواخر عام 1344هـ إلى الشيخ محمد سعيد أبو الخير مدير الأوقاف بعمل عموم الترميمات والإصلاحات الازم لجدار المسجد الحرام والأعمدة التي أصابها التلف، وإلاصلاح المماشي وحاشية المطاف، وإصلاح بعض الأبواب باستبدال المفصلات والمقابض والأقفال التالفة، وفي الوقت نفسه قام العمال بعمل الترميمات الازمة على المنارات التي تحتاج ترميم وتم تجديد طلاء مقام إبراهيم.

## استمرار الإنجازات
في عام 1346هـ أصدر الملك عبد العزيز أمره بإجراء عمارة عموم المسجد الحرام من الداخل والخارج وعهد للشيخ عبد الله الدهلوي للقيام بالإشراف على هذه المهمة وبداء بترميمه كفرش أرضية أروقة المسجد الحرام من جهاته الأربع، كما تم إصلاح جدار المسجد وأعمدته وعقوده وترميمها وطلائها وتنظيف القباب ظاهراً وباطناً واصلاح المقامات ومنها مظلة مقام إبراهيم وبئر زمزم وتغطيتها بالمعدن الأبيض وفرش الساحات الداخلية بالحصباء الجيدة الخالية من الأتربة وطلاء الاعمدة المحيطة بالصحن المطاف التي عليها مصابيح الإضاءة باللون الأخضر واعلاها باللون الذهبي، حتى أصبح المسجد الحرام ذا رونق وجمال يليق به.

## الأمر بتشكيل لجنة

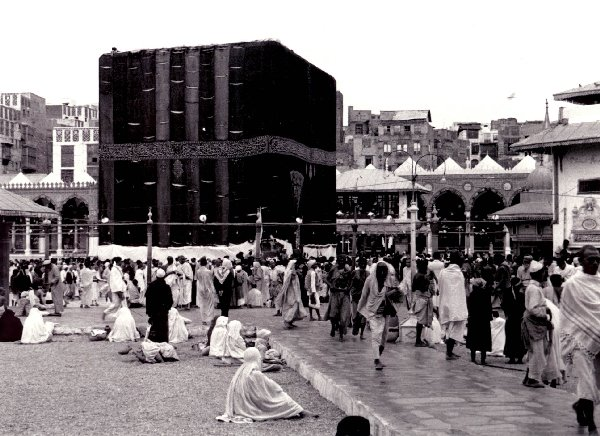
الكعبة في عام 1937 م.

لتأكيد اهتمام الحكومة السعودية بالمسجد الحرام والعناية به فإنه في 12 شعبان 1354هـ صدر الأمر الكريم بتشكيل لجنة برئاسة الشيخ عبد الله عبد القادر الشيبي وعضوية كل من الشيخ سليمان أزهر معاون مديرية الأوقاف، والسيد هاشم سليمان نائب الحرم وكيل رئيس مجلس إدارة المسجد الحرام وغيرهم.
و عُهد لهذه اللجنة الأشراف الدائم على المسجد الحرام عمارةٍ وإصلاحاً وتجديداً لكل ما يلزم 

### قرارات اللجنة بعد إجراء الفحص
1. إصلاح الأرضية المفروشة الواقعة حول صحن المطاف والممرات والأروقة بالحجر الصوان، وإزالة الأحجار التالفة ورصفها باستخدام الاسمنت بطريقة حديثة.
2. إزالة جص جميع الجدران المسبخة وإصلاحها بالأسمنت والنورة بطريقة تمنع معها تسرب الرطوبة إلى الجدران.
3. طلاء عموم المسجد من الداخل والخارج والأبواب وبيت زمزم والمقامات باللون الجيدة وترميم الشقوق الموجودة في القباب.
4. إصلاح أخشاب جميع أبواب المسجد الحرام واستبدال التالف منها بالخشب الجاوي القوي.
5. فرش الساحات الداخلية للمسجد بحصباء جديدة.

وعند عرض الأمر على الملك عبد العزيز أصدر أمره بالموافقة على ما قررته اللجنة أعلاه ومباشرة العمل بالتنفيذ.

## توفير ماء زمزم
عندما رأى الملك عبدالعزيز شدة الزحام حول ماء زمزم وصعوبة الدخول إليه، أمر بتجديد عمارة السبيل القديم الموجود خارج مبنى بئر زمزم عام 1345هـ
وفي عام 1346هـ أمر ببناء سبيل جديد للشاربين في المبنى المخصص لبئر زمزم داخل الحرم الشريف وجاء هذا المبنى مطابقاً لمبنى زمزم القديم، وبنى بالحجر الرخام الجيد.
وفي عام 1346هـ أمر ببناء سبيل ثالث للشرب منه بعدما رأى شدة الزحام على السبيلين السابقين.

## وضع المظلات لوقاية المصلين داخل المسجد
في السنة الثالثة من دخول الملك عبد العزيز لمكة المكرمة علم بأن الحجاج يعانون من شدة حرارة الشمس عند صلاتهم لفريضة الظهر في الساحات الداخلية، فأمر بنصب الخيام في المناطق المكشوفة فاستظل تحتها الآلف الحجاج في تلك السنة.
وفي عام 1346هـ أمر الملك عبد العزيز وزير المالية الشيخ عبد الله السليمان برفع الخيام لعدم صلاحيتها التامة، وأن يعمل بدلاً عنها مظلات قوية من قماش الأشرعة، وحصل لها كثيراً من الإصلاحات حيث كانت على أعمدة من الخشب ثم استبدلت بأعمدة من حديد مثبته في الأرض، وقد أدت هذه الاشرعة دوراً كبيراً في حماية المعتمرين والحجاج من أشعة الشمس.

## فرش أرض المسعى بالبلاط وتسقيفه
في أوائل عام 1345هـ أمر الملك بفرش أرض المسعى بالبلاط الحجري المربع المبني بالنوارة، وذلك من بداية الصفا حتى المروة، بعد أن كانت أرضيته ترابيه يثور منها الغبار عند المشي، وفي عام 1366هـ أمر الملك عبد العزيز بعمل مظلة جديدة على المسعى.

## إضاءة المسجد الحرام بالكهرباء
في عام 1346هـ صدر الأمر الكريم بتركيب ماكينة الكهرباء الجديدة بحانب الماكينة القديمة وذلك حتى يمكن إضاءة عموم المسجد، والتي تبرع بها أحد التجار المسلمين مع تركيب مصابيح كهربائية حديثة، وكان العمل بالماكينتين الكبيرة والصغيرة بالتناوب لإضاءة المسجد الحرام، واستبدال وتجديد المصابيح كلما دعت الحاجة لذلك وزيادة عددها، كما أمر الملك بأن توضع ست شمعدانات على جدار حجر إسماعيل فعملت من النحاس الأصفر وجعل حولها دائرتها الزجاج الشفاف ووضعت بداخلها مصابيح كهربائية، فكانت روعة فنية زادت من إنارة المنطقة في صحن المطاف، وتوالت تبديل المكائن حسب الحاجة حتى وقت استخراج البترول، فأمر الملك عبد العزيز باستيراد مكائن كهربائية لتعميم الكهرباء في جميع مدن المملكة وكان لمكة والمسجد الحرام الحظ الأكبر من هذا المشروع.

## وصلات خارجية
https://www.gph.gov.sa/ar-sa/alharamain/Pages/Building-mosque-Haram.aspx

## انظر ايضاً
1. المسجد الحرام
2. مكة